# Pseudasthenes patagonica
A Pseudasthenes patagonica a madarak (Aves) osztályának verébalakúak (Passeriformes) rendjébe és a fazekasmadár-félék (Furnariidae) családjába tartozó faj.

## Rendszerezése
A fajt Alcide d’Orbigny amerikai ornitológus írta le 1839-ben, a Synnalaxis nembe Synallaxis patagonica néven. Egyes szervezetek az Asthenes nembe sorolják  Asthenes patagonica néven.

## Előfordulása
Dél-Amerika déli részén, Argentína területén honos. Természetes élőhelyei a szubtrópusi és trópusi száraz cserjések. Állandó, nem vonuló faj.

## Megjelenése
Testhossza 15 centiméter, testtömege 14-19 gramm.

## Természetvédelmi helyzete
Az elterjedési területe nagyon nagy, egyedszáma ugyan csökken, de még nem éri el kritikus szintet. A Természetvédelmi Világszövetség Vörös listáján nem fenyegetett fajként szerepel.